# Mohamed Zouidi
Mohamed Zouidi (ur. 2 marca 1985) – marokański piłkarz, grający jako napastnik w nieznanym klubie.

## Klub

### Początki
Zaczynał karierę w AS Salé, gdzie grał do 2010 roku.

### FUS Rabat
1 lipca 2010 roku przeniósł się do FUS Rabat.
29 stycznia 2011 roku zagrał w superpucharze Afryki. Jego zespół przegrał po rzutach karnych z TP Mazembe, a Zouidi zagrał całe spotkanie.
W sezonie 2011/2012 (pierwszym w bazie Transfermarkt) zagrał 15 meczów i miał asystę.

### Olympic Safi
1 lipca 2012 roku przeniósł się do Olympic Safi. Zadebiutował tam 16 września 2012 roku w meczu przeciwko Difaâ El Jadida (porażka 0:1). Zagrał cały mecz. Łącznie zagrał 8 meczów.

### Dalsza kariera
Od 1 lipca 2013 roku gra w klubie, którego nie ma w bazie Transfermarkt.